# موطني موطني (فلم وثائقي)
موطني موطني هو فيلم وثائقي عُرض في 2006 عن العراق في ظل الاحتلال الأمريكي من إخراج المخرجة الأمريكية لورا بواترا.

## الفيلم
أمضت لورا بواترا أكثر من ثمانية أشهر من العمل بمفردها في تصوير الفيلم الوثائقي خلال فترة الانتخابات في العراق بعد الغزو الأمريكي. ويظهر الفيلم حياة متوسط العراقيين تحت الاحتلال الأمريكي. ويركز الفيلم في المقام الأول على الدكتور رياض العضاض وهو طبيب عراقي سني وأب لستة أطفال.
لاقى الفيلم استقبالًا حسنًا من قبل النقاد وتم ترشيحه لجائزة الأوسكار عن أفضل فيلم وثائقي.
لاقى الفيلم تضييقًا لعرضه في الولايات المتحدة. عُرِضَ الفيلم في برنامج على قناة بي بي إس في أكتوبر 2006.
تقول بواترا: «منذ الانتهاء من فيلم موطني موطني، تم وضعي على قائمة المراقبة في وزارة الأمن الداخلي، وتم إعلامي بذلك من قبل أمن المطار». الفيلم هو واحد من سلسلة مكومنة من ثلاثة أفلام، الفيلم الثاني هو القسم (2010)، الثالث هو المواطن الرابع (2014).

## وصلات خارجية
- Laura Poitras Featured Video Interview: The Alcove with Mark Molaro.
- Alternate Trailer site with the trailer.
- EPIC Ground Truth Project: Interview with Director Laura Poitras
- Joe M. O'Connell review in The Austin Chronicle
- "Indiewire Interview: Laura Poitras, director of "My Country, My Country"". indiewire.com. مؤرشف من الأصل في 2006-08-20. اطلع عليه بتاريخ 2006-09-01.
- "My Country, My Country, Laura Poitras". zeitgeistfilms.com. مؤرشف من الأصل في 2006-10-26. اطلع عليه بتاريخ 2006-09-01. Distributor's webpage.
- مقالات تستعمل روابط فنية بلا صلة مع ويكي بيانات